# فرانسه در آغاز دوره مدرن
فرانسه در آغاز دوره مدرن به دورانی از تاریخ فرانسه گفته می‌شود که از سده ۱۵ (آغاز رنسانس فرانسوی) آغاز شد و تا پایان سده ۱۸ (انقلاب فرانسه) ادامه داشت. فرانسه در این دوران (با وجود تفاوت‌های زیاد منطقه‌ای) از یک نظام فئودالی تبدیل به کشوری با حکومت مرکزی شد. این حکومت بر سلطنت مطلقه‌ای که پادشاهی را حقی از جانب خدا می‌دانست استوار بود و به صورت آشکاری از سوی کلیسا پشتیبانی می‌شد.